# М'їтта
М'їтта (бірм. မြစ်သားမြို့) — волость району Кяуксе в регіоні Мандалай, М'янма. Столиця — М'їтта. Місто М'їтта складається з 6 районів і 227 сіл.
Через селище М'їтта проходить залізниця Янгон-Мандалай, розділяючи селище на дві частини: східну та західну. У М’їт Сон Сіті 3933 будинки, а населення становить 18 278 осіб.
Містечко М’їт Сон, на схід від залізниці, є місцем, з дуже малою кількістю дощів, але зернові культури можна висаджувати через канали річки Фалонг. Ця частина рівнинна, а на сході розташоване плато Шан. У західній частині залізниці вода надходить з річки Самон і каналу Сама.
Ширина М’їт Сон Сіті становить близько 5 кілометрів з півдня на північ. Річка Паланг обтікає його з південного сходу на північний захід. В мітсі є державні установи, лікарня вища школа, млини.